# Colibrí de plomall blau
El colibrí de plomall blau (Heliomaster furcifer) és una espècie d'ocell de la família dels troquílids (Trochilidae) que habita boscos, sabanes i praderies de les terres baixes per l'est dels Andes al centre i sud-est de Bolívia, centre i sud del Brasil, el Paraguai, Uruguai i oest i centre de l'Argentina.